# Andrew Owusu
Pour les articles homonymes, voir Owusu.
Andrew Owusu (né le 8 juillet 1972) est un athlète ghanéen spécialiste du triple saut. 

## Biographie
Andrew Osuwu perd sa médaille d'argent en saut en longueur aux Jeux africains de 1995 pour dopage.

### Palmarès
| Date | Compétition                | Lieu         | Résultat | Épreuve          | Performance |
| ---- | -------------------------- | ------------ | -------- | ---------------- | ----------- |
| 1995 | Jeux africains             | Harare       | 2e DSQ   | Saut en longueur | 8,01 m      |
| 1997 | Championnats du monde      | Athènes      | 8e       | Triple saut      | 17,11 m     |
| 1998 | Championnats d'Afrique     | Dakar        | 1er      | Triple saut      | 17,23 m     |
| 1998 | Coupe du monde des nations | Johannesburg | 4e       | Triple saut      | 17,21 m     |
| 1998 | Jeux du Commonwealth       | Kuala Lumpur | 2e       | Triple saut      | 17,03 m     |
| 1999 | Jeux africains             | Johannesburg | 1er      | Triple saut      | 16,89 m     |
| 2000 | Championnats d'Afrique     | Alger        | 1er      | Triple saut      | 16,69 m     |
| 2002 | Championnats d'Afrique     | Tunis        | 2e       | Triple saut      | 17,02 m     |
| 2003 | Championnats du monde      | Paris        | 8e       | Triple saut      | 16,86 m     |
| 2003 | Jeux africains             | Abuja        | 1er      | Triple saut      | 16,41 m     |
| 2007 | Jeux africains             | Harare       | 3e       | Triple saut      | 16,32 m     |

### Records
| Épreuve          | Performance | Lieu       | Date         |
| ---------------- | ----------- | ---------- | ------------ |
| Saut en longueur | 8,12 m      | Saarijärvi | 24 juin 1995 |
| Triple saut      | 17,23 m     | Dakar      | 19 août 1998 |

| Épreuve          | Performance | Lieu        | Date            |
| ---------------- | ----------- | ----------- | --------------- |
| Saut en longueur | 7,99 m      | Baton Rouge | 25 février 1995 |
| Triple saut      | 16,91 m     | Lincoln     | 24 janvier 1998 |